# ناحية أبين سمعان
ناحية أبين سمعان إحدى نواحي سوريا تتبع إداريّاً لمحافظة حلب منطقة الأتارب ومركزها بلدة أبين سمعان، أحدثت ناحية أبين سمعان بفصلها من ناحية الأتارب بعد صدور مرسوم جمهوري بهذا الخصوص.

## بلدات وقرى ناحية أبين سمعان
أبين سمعان، الجينة، كفر نوران، بابكة، كفر ناصح، باتبو.